# Seglfugle
Seglfugle (Drepanidini) er en gruppe spurvefugle, der er endemisk til Hawaii. Familien indeholder i dag 23 arter mens der kendes mindst 16 uddøde arter.

## Klassifikation
- Tribus Seglfugle  Drepanidini 
  - Nihoafinke, Telespiza ultima (kritisk truet)
  - Laysanfinke, Telespiza cantans
  - Ou, Psittirostra psittacea (kritisk truet)
  - Lanaifinke, Dysmorodrepanis munroi (uddød)
  - Palila, Loxioides bailleui
  - Lille koafinke, Rhodacanthis flaviceps (uddød 1891)
  - Stor koafinke, Rhodacanthis palmeri (uddød 1896)
  - Konafinke, Chloridops kona (uddød 1894)
  - Mauifinke, Pseudonestor xanthophrys
  - Hawaii Amakihi, Hemignathus virens
  - Oahu Amakihi, Hemignathus flavus
  - Kauai Amakihi, Hemignathus kauaiensis
  - Anianiau, Hemignathus parvus
  - Greater Amakihi, Hemignathus sagittirostris (uddød 1901)
  - Akialoa, Hemignathus obscurus (uddød 1940)
  - Nukupuu, Hemignathus lucidus (kritisk truet)
  - Mauiakiapolaau, Hemignathus munroi
  - Akikiki, Oreomystis bairdi (kritisk truet)
  - Hawaiiklatrefinke, Oreomystis mana
  - Dværgklatrefinke, Paroreomyza montana
  - Molokaiklatrefinke, Paroreomyza flammea (uddød 1963)
  - Oahuklatrefinke, Paroreomyza maculata (kritisk truet)
  - Akekee, Loxops caeruleirostris
  - Akepa, Loxops coccineus
  - Alohafinke, Ciridops anna (uddød 1892)
  - Iiwi, Vestiaria coccinea
  - Hawaiimamo, Drepanis pacifica (uddød 1898)
  - Sortamo Drepanis funerea (uddød 1907)
  - Akohekohe, Palmeria dolei
  - Apapane, Himatione sanguinea (uddød 1923)
  - Poo-uli, Melamprosops phaeosoma (kritisk truet)